# Jacques Ibert
Jacques Ibert (Paris, 15 de agosto de 1890 — Paris, 5 de fevereiro de 1962) foi um compositor francês da época contemporânea de música.
Fez os seus estudos no Conservatório de Paris, nos anos de 1910 a 1914 com Emile Pessard, André Gédalge e Paul Vidal. Depois da Primeira Guerra Mundial, em 1919, recebeu o 1ª Grande Prémio de Roma, pela obra Le Poète et la fée. Vem a ser director da Villa Médicis entre 1936 e 1940 e entre 1946 a 1960; e em 1955 ocupa o cargo de director da Agregação dos Teatros Líricos Nacionais. Em 1956 ocupa o cargo deixado vago por Guy Ropartz na Academia das Belas-Artes.
Ibert representa uma parte da tradição da arte francesa, espelhando elegância e humor na sua música, sem nunca esquecer o lado sério da sua composição.
Dentro do campo da música, apresentou o seu talento das mais diversas formas. Entre elas, contabilizam-se mais de 60 peças para cinema, músicas para teatro (algumas escritas em colaboração com Honegger), ballets, óperas entre outros.

## Peças
- Persée et Andromède (ópera - 1921)
- Concerto pour violoncelle (1925)
- Divertissement pour orchestre de chambre (1928-30)
- Capriccio pour 10 instruments (1936-39)
- 4 Chansons de Don Quichotte pour basse et orchestre (1946-50)
- Hommage a Mozart (1946-50)
- Escales
- Pièce pour flute seule